# NGC 6790
NGC 6790 ist ein planetarischer Nebel im Sternbild Adler, welcher etwa 12.700 Lichtjahre von der Erde entfernt ist.
Das Objekt wurde am 16. Juli 1882 von dem US-amerikanischen Astronomen Edward Charles Pickering entdeckt.